# Rue Mère-Élisabeth-Rivet
La rue Mère-Élisabeth-Rivet est une rue située dans le quartier Tourvielle, dans le 5e arrondissement de Lyon.

## Situation et accès
Son tenant est la rue Tourvielle et son aboutissant la rue Pierre-Valdo.

## Origine du nom
La rue Mère-Élisabeth-Rivet est ainsi dénommée en hommage à Élise Rivet (1890-1945), en religion mère Marie Élisabeth de l'Eucharistie. Cette religieuse catholique et résistante a sauvé des enfants juifs pendant l'Occupation. Arrêtée en mars 1944 par la Gestapo et internée à la prison Montluc, elle est ensuite déportée à Ravensbrück, où elle meurt dans les chambres à gaz le 30 mars 1945.

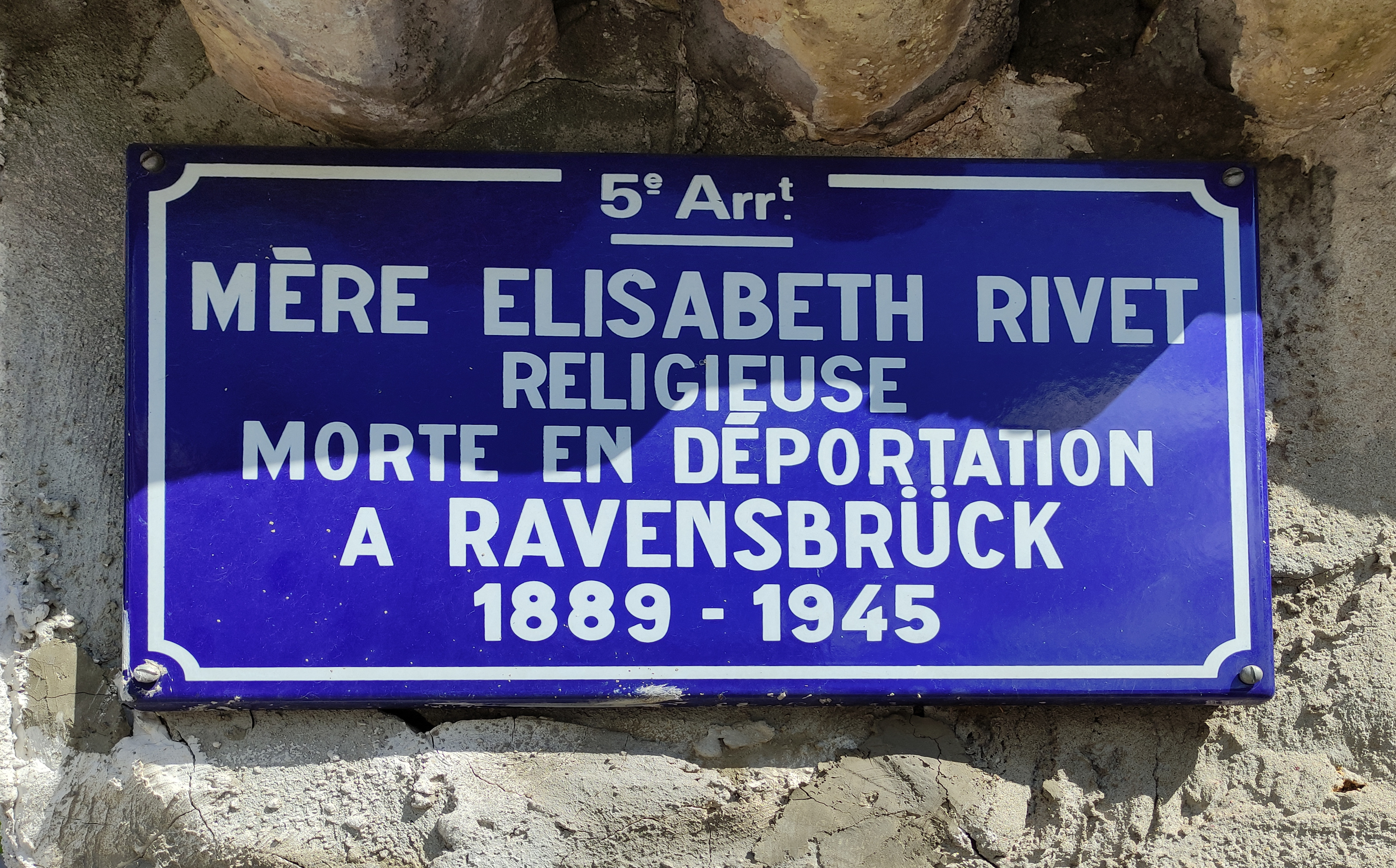
Plaque de la rue Mère-Élisabeth-Rivet, Lyon 5e

## Histoire
Le nom de cette rue a été attribué le 29 octobre 1979 par délibération du conseil municipal.